# Sericomyrmex opacus
Sericomyrmex opacus (лат.) — вид муравьёв трибы грибководов Attini из подсемейства мирмицины. Неотропика: Центральная и Южная Америка (от Мексики до Бразилии). Типовой вид рода Sericomyrmex.

## Описание
Мелкие муравьи желтовато-коричневого цвета. Мандибулы с 7-8 зубцами на жевательном крае, сверху гладкие. Задние углы головы округлённые; фронтальные лопасти прямоугольные (или трапециевидные, редко треугольные). Усики состоят из 11 члеников, без явной булавы (у самцов из 12 сегментов). Глаза среднего размера, выпуклые. Формула щупиков 4,2. Тело покрыто многочисленными волосками. Пронотум и мезонотум с редуцированными выступами-туберкулами. Стебелёк между грудкой и брюшком состоит из двух члеников: петиолюса и постпетиолюса (последний чётко отделён от брюшка), жало развито. Петиоль с двумя дорзальными зубчиками. Выращивают грибы в своих земляных муравейниках.
Вид был впервые описан в 1865 году австрийским мирмекологом Густавом Майром по самкам из Бразилии и на его основании выделен и описан род Sericomyrmex. Позднее были описаны самцы и каста рабочих особей. В 2017 году в ходе ревизии рода Sericomyrmex с видом Sericomyrmex opacus (Бразилия) были синонимизированы три таксона Sericomyrmex aztecus Forel, 1885 (Гватемала, Гондурас, Мексика, Панама), Sericomyrmex diego Forel, 1912 (Колумбия) и Sericomyrmex zacapanus Wheeler, 1925 (Гватемала, Мексика), которые ранее признавались за самостоятельные виды.

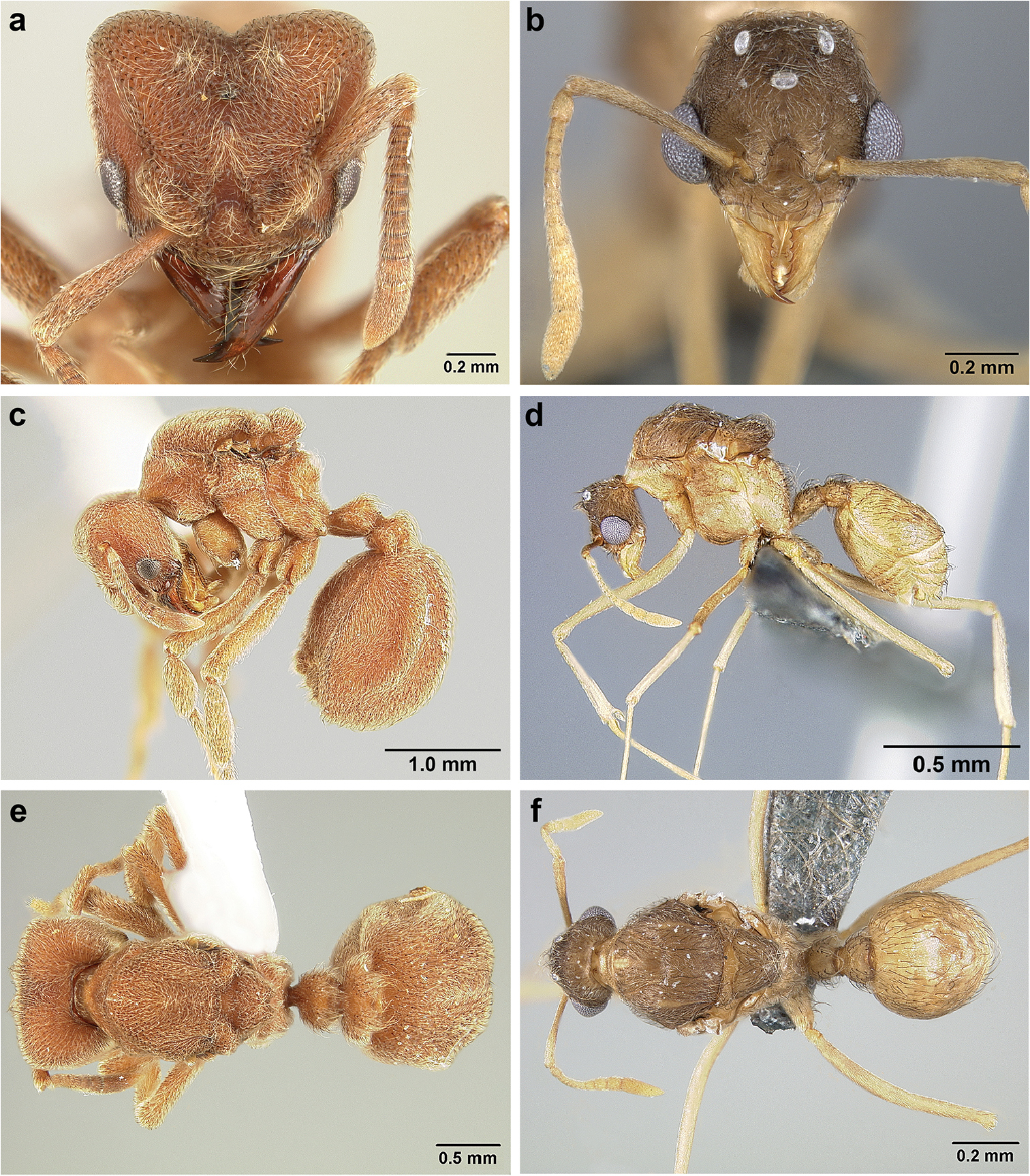
Самка (слева), самец (справа)
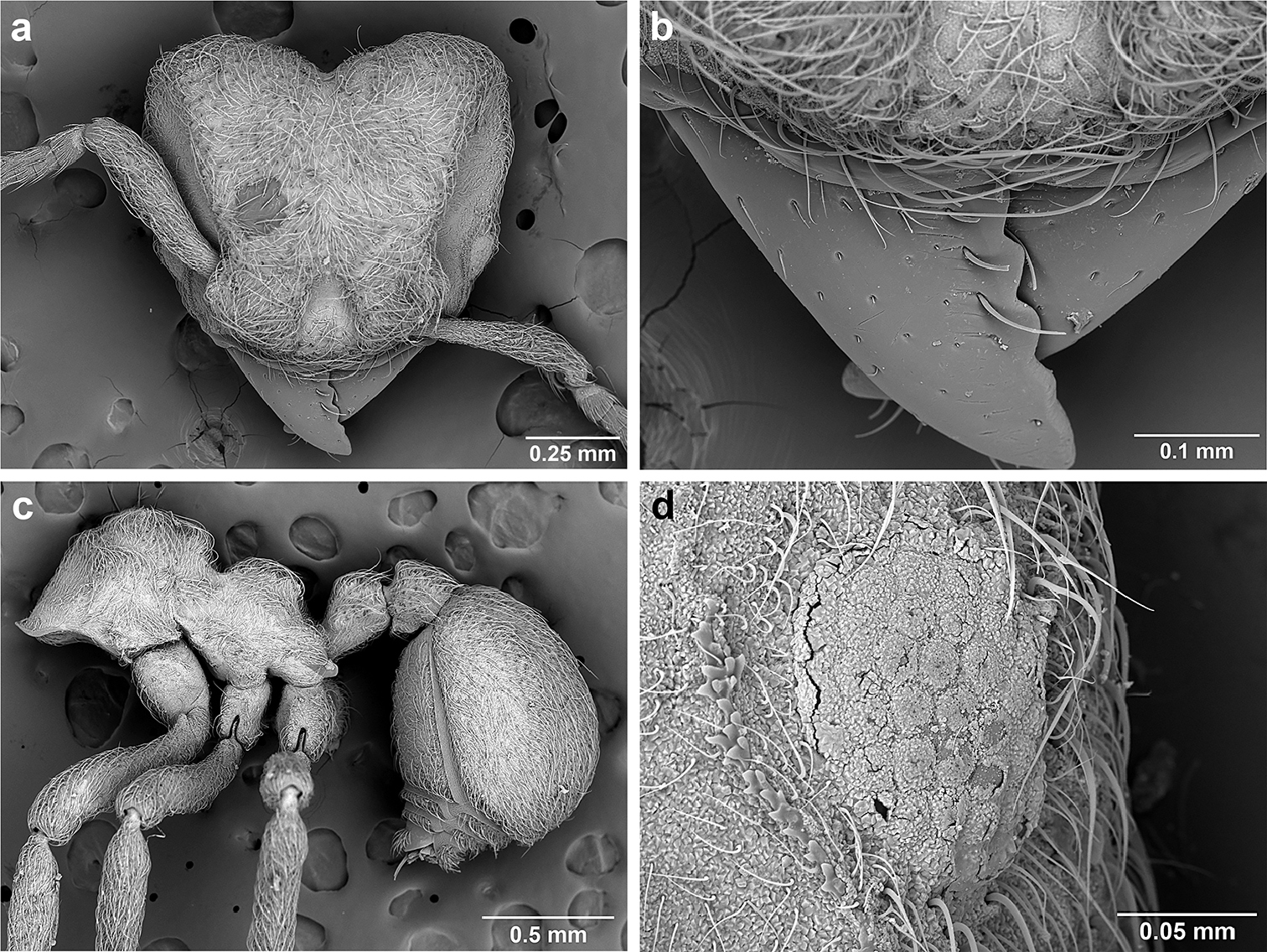
Рабочий
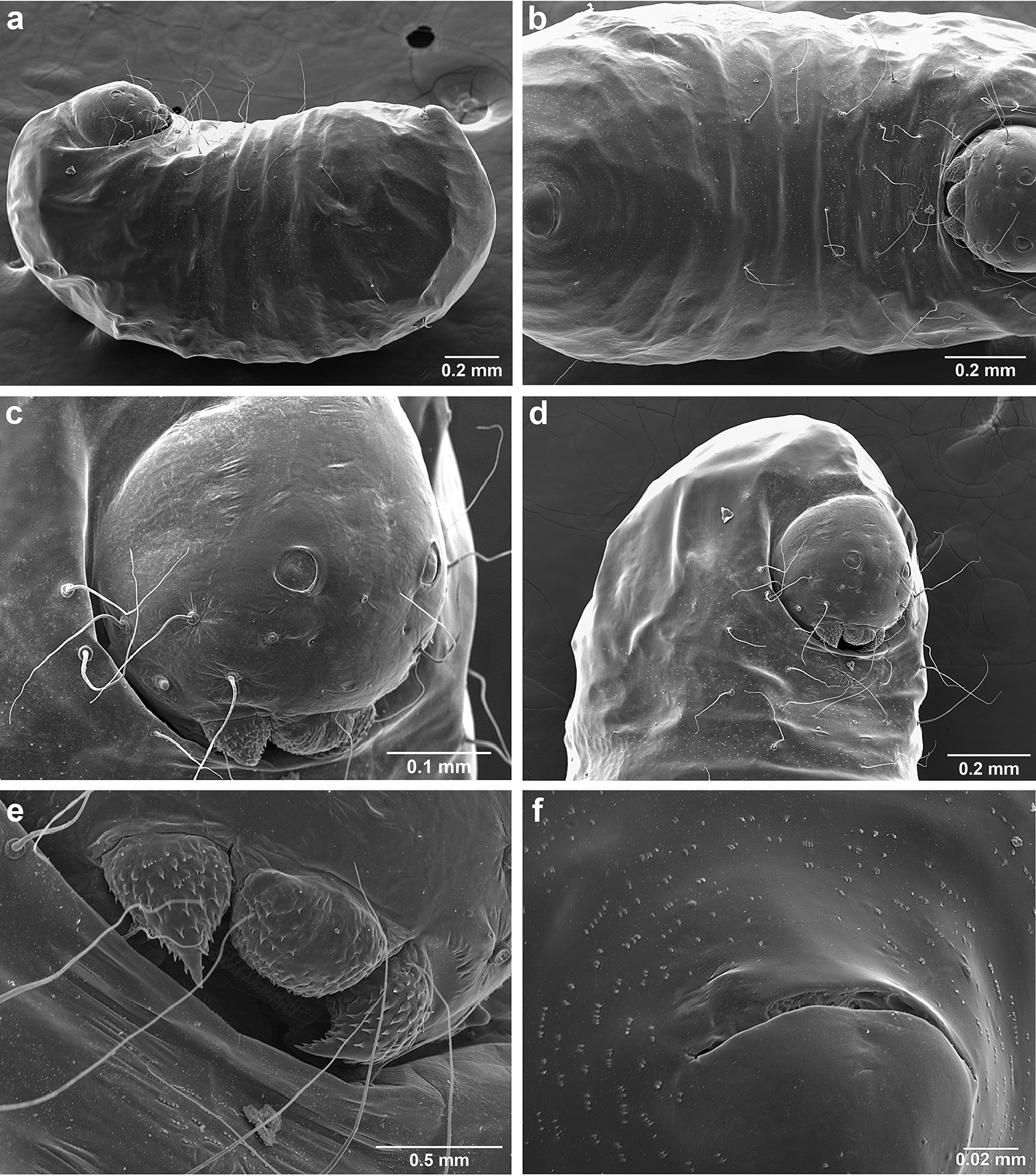
Личинка